# Zeloasperisporium
Zeloasperisporium ist die einzige Gattung der einzigen Familie Zeloasperisporiaceae der Schlauchpilze, die alleine die Ordnung Zeloasperisporiales bilden.

## Merkmale
Zeloasperisporium-Arten bilden ähnlich wie die Microthyriales kleine, braune bis dunkelbraune, rundliche, flache, schildförmige (thyriotheciale) Fruchtkörper. Sie wachsen auf der Oberfläche ihrer Wirtspflanzen und können leicht abgewischt werden. Die Basis ist nur schwach entwickelt und die Fruchtkörper besitzen keine Öffnung (Ostiolum). Die obere Wand des Fruchtkörpers besteht aus elliptischen, eckigen Zellen, die vom Zentrum zum Rand strahlenförmig ausgehen. Die Schläuche besitzen immer acht Sporen und sind zweiwandig, teleskopartig verlängert, kugelig bis eiförmig oder keulig, sie sind ungestielt und können eine augenähnliche Kammer besitzen. Die Sporen sind in zwei bis drei Reihen angelegt, fast eiförmig bis keulig, einfach septiert mit einer leichten Einschnürung am Septum, die obere Zelle ist breiter. Sie sind durchscheinend, glatt oder warzig, bei vielen Arten umgeben von einer dünnen, schleimigen Hülle. Die Nebenfruchtform besitzt verzweigte, septierte Hyphen, die an der Einschnürung angeschwollen sind. Sie sind blassbraun bis braun, manchmal auch durchscheinend, glattwandig. Die Konidienträger sind zurückgebildet zu kondiogenen Zellen, die aus seitlichen Verzweigungen hervorgehen. Sie sind braun, leicht dickwandig, zylindrisch, gerade oder leicht gekrümmt, unverzweigt und verjüngt sich leicht in Richtung Spitze. Das Wachstum der Konidien erfolgt sympodial mit einer bis mehreren konidiogenen Zellen, die meist dicht an der Spitze sich befinden mit deutlichen lichtbrechenden Narben der Konidien. Die Konidien sind spindelförmig bis keulig oder zylindrisch, gerade bis gebogen, ein- bis dreifach septiert, klar oder auch nur leicht eingeschnürt an den Septen, spitz zulaufend, blassbraun bis braun, glattwandig oder auch warzig.

## Lebensweise
Zeloasperisporium-Arten leben epiphytisch auf lebenden oder toten abgefallenen Blättern. Sie erscheinen als kleine, schwarze Punkte. Sie leben auch in der Luft.

## Systematik und Taxonomie
Die Gattung Zeloasperisporium wurde 1996 von Rafael F. Castañeda erstbeschrieben, 2015 wurde die Familie Zeloasperisporiaceae von Crous mit zwei Gattungen Zeloasperosporium und Neomicrothyrium beschrieben. Noch im selben Jahr 2015 wurde die Ordnung Zeloasperisporiales von Sinang Hongsanan und Kevin David Hyde aufgestellt, gleichzeitig betrachteten sie die Gattung Neomicrothyrium nur als Synonym zu Zeloasperosporium. Die Ordnung und Familie sind daher monophyletisch
Nach Index Fungorum zählen folgende acht Arten zur Gattung (Stand Juni 2022):
- Zeloasperisporium cliviae
- Zeloasperisporium eucalyptorum
- Zeloasperisporium ficicola
- Zeloasperisporium hyphopodioides
- Zeloasperisporium pterocarpi
- Zeloasperisporium searsiae
- Zeloasperisporium siamense
- Zeloasperisporium wrightiae